# Kaiser Wilhelm-Stiftung für die Angehörigen der deutschen Reichs-Postverwaltung
Die nach Wilhelm I. benannte Kaiser Wilhelm-Stiftung für die Angehörigen der deutschen Reichs-Postverwaltung wurde aus den Überschüssen der Verwaltung der französischen Landesposten durch die Deutsche Reichspost während des Deutsch-Französischen Krieges (1870/71) gebildet.

## Zweck
Ihr Zweck war die Wohlfahrt der Angehörigen der Deutschen Reichspost zu fördern und ihren Familien oder Hinterbliebenen „zur Hebung der sittlichen und geistigen Bildung und des wirtschaftlichen Wohls Unterstützung“ zu gewähren. Für eine Berücksichtigung aus der Stiftung kamen alle, auch nicht mehr im Dienste befindlichen Angehörige der Verwaltung in Frage. Aus den Zinsen der Stiftung und den sonstigen Zuwendungen wurden:
1. Reisestipendien an Beamte zur Erweiterung der Sprachkenntnisse in fremden Ländern oder zum Studium der Verkehrseinrichtungen im Ausland gewährt,
2. Angehörige von Beamten in ihren Studien auf Universitäten oder höheren Bildungsanstalten durch Stipendien unterstützt,
3. Beamtenhinterbliebenen Beihilfen zur Aufnahme in Erziehungsanstalten, Waisen-, Altersversorgung- oder Krankenhäusern zugewiesen.

## Geschichte und Finanzierung
Die Reichspostverwaltung hatte während des Krieges mit Frankreich aus der Wahrnehmung des Landespostdienstes in den besetzten französischen Gebietsteilen einen Überschuss erzielt. Durch Reichsgesetz vom 20. Juni 1872 überwies der Deutsche Kaiser aus diesem Überschuss 300.000 Mark (ℳ) zur Gründung einer Stiftung im beschriebenen Sinne. Nach der Vereinigung von Post und Telegraphie durch Reichsgesetz vom 4. März 1876 wurden die Bestimmungen der Satzungen für die Stiftung durch eine Kaiserliche Order vom gleichen Tage auch auf die Beamten der Reichstelegraphenverwaltung ausgedehnt. 
Frühe Einnahmen der Stiftung ergaben sich darüber hinaus aus dem Verkauf der ersten Auflage des von Heinrich von Stephan im Reichspostamt bearbeiteten Poststammbuchs von 1875.
1890 war das in zinstragenden Wertpapieren, Hypotheken und Sicherheitsurkunden angelegte Vermögen auf 586.350 ℳ angewachsen, was heute ungefähr 4.814.923 Euro entsprechen würde. Durch die Inflation waren es 1922, 4.243.175 ℳ (2.086.022 Euro). Aus den Zinsen konnten jährlich rund 40.000 ℳ für Reise- und Studienbeihilfen und eben soviel für Unterstützungen und andere Zwecke aufgewendet werden. Seit dem Währungsverfall 1923 fehlten der Stiftung jegliche Einnahmen. Studienbeihilfen, Unterstützungen usw. konnten seit dem nicht mehr gewährt werden.